# 地球生物学

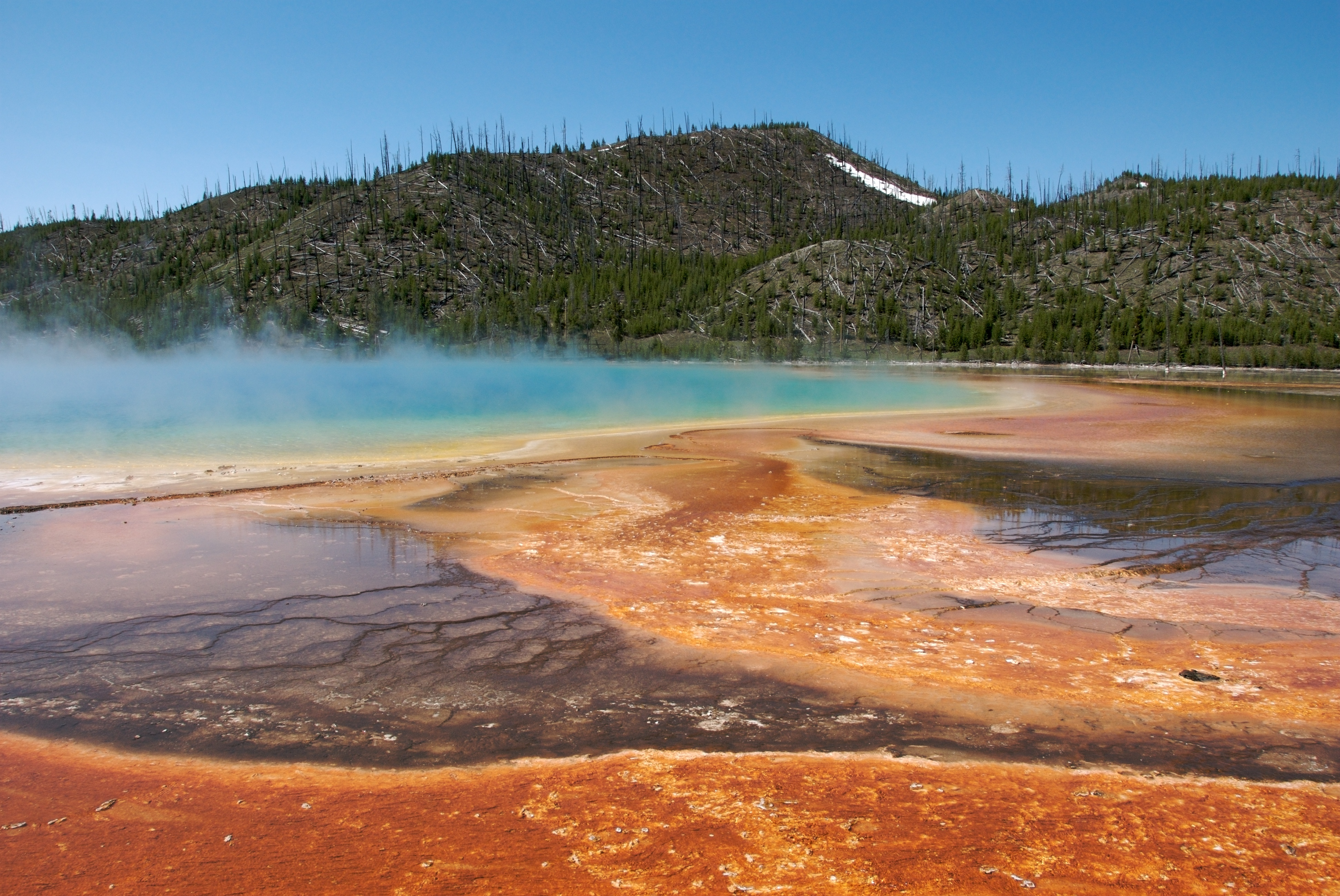
在美国黄石国家公园大稜鏡溫泉五颜六色的微生物垫。 橙色垫由綠彎菌綱，藍菌門和其它能在70摄氏度水中茁壮成长的生物组成。 地球生物学家经常研究极端环境，因为它们是极端微生物的栖息地。 据推测，这些环境可能是早期地球的代表。

地球生物学是一门研究生物圈与地球其他圈层如大气圈、岩石圈之间的相互作用及其规律的科学，是生命科学和地球科学的交叉学科。这是一个相对年轻的领域，其边界是可变的。 地球生物学与生态学，进化生物学，微生物学，古生物学，特别是与土壤科学和生物地球化学领域有相当多的重叠。地球生物学将生物学，地质学和土壤科学的原理和方法应用于研究生命与地球共同进化的古代历史以及生命在现代世界中的作用。地球生物学研究倾向于集中在微生物以及生命在改变岩石圈，大气层，水圈和/或冰雪圈的交界处的生态圈的化学和物理环境中所起的作用。 它与生物地球化学的不同之处在于，它的重点是空间和时间上的过程和生物，而不是全局化学循环。
由于地球环境影响着生物圈，生物圈也反过来影响着其周围的环境，因此通过对地球系统中生命过程与地质过程的相互作用的研究，可以认识生物进化与地球环境形成的关系。

## 重大地球生物学事件
也许最深刻的地球生物学事件是光合作用细菌将氧气引入大气。 地球原始大气层的这种氧合作用（所谓的氧化灾变或大氧化事件）和海洋的氧合作用改变了表面生物地球化学循环以及为进化选择的生物体的类型。
随后的主要变化是多细胞性的出现。 氧气的存在使真核生物以及后来的多細胞生物得以发展。
更多以人类为中心的地球生物学事件包括动物起源和陆生植物生命的建立，这影响了大陆的侵蚀和养分循环，并可能改变了所观察到的河流类型，从而使以前主要为辫状河流的河道得以通道化。
更微妙的地球生物学事件包括白蚁在倾覆沉积物中的作用，珊瑚礁在沉积碳酸钙和破碎浪潮中的作用，海绵在吸收溶解的海洋二氧化硅中的作用，恐龙在突破河堤和促进洪水中的作用，以及大型哺乳动物粪便的分配营养作用
。